# Gueorgui Serdioutchenko
Gueorgui Petrovitch Serdioutchenko (en russe Георгий Петрович Сердюченко), né en 1904, décédé en 1965, est un linguiste soviétique, membre de l’Académie des Sciences russe. Il a servi de conseillé à l’Institut de Linguistique de l’Académie des Sciences de Chine et à l’Institut central des nationalités de Chine lors du développement d’alphabets pour les langues des minorités nationales chinoises. En 1959, il crée la collection de livres linguistiques russes Языки зарубежного Востока и Африки [Les Langues de l’Orient et de l’Afrique], renommée Языки народов Азии и Африки [Les Langues de l’Asie et de l’Afrique] en 1964.